# Libysch-Arabische Dschamahirija
Große Sozialistische Libysch-Arabische Volks-Dschamahirija (arabisch الجماهيرية العربية الليبية الشعبية الاشتراكية العظمى al-Ǧamāhīriyya al-ʿarabiyya al-lībiyya aš-šaʿbiyya al-ištirākiyya al-ʿuẓmā) war der Name des Libyschen Staates von der Proklamation der Volksherrschaft (Declaration on the Establishment of the Authority of the People) vom 2. März 1977 bis zur Niederlage des Regimes im Bürgerkrieg von 2011. Hervorgegangen war sie aus der 1969 ausgerufenen Arabischen Republik Libyen. Die Macht lag gemäß Verfassung bei Volkskongressen und -komitees, Gewerkschaften und Berufsverbänden, faktisch aber bei einem kleinen Personenkreis um Muammar al-Gaddafi.
Nach der Verfassung war die Dschamahirija eine islamische sozialistische Republik. Gesetzgeber war der Allgemeine Volkskongress; einige seiner Resolutionen hatten den Charakter von Grundrechten. Die von der Verfassung proklamierte Volksdemokratie basierte zum einen auf basisdemokratischen Elementen wie Volkskongressen und -komitees, wobei Parteien verboten waren, zum anderen auf revolutionären Institutionen wie den Revolutionskomitees, die keiner legislativen Kontrolle unterlagen und die eigentliche Macht ausübten.

## Politische Geschichte
Libyen wurde nach der Unabhängigkeit von der Kolonialmacht Königreich Italien als Italienisch-Libyen zum Vereinigten Königreich Libyen. 1969 wurde die Monarchie gestürzt und die Arabische Republik Libyen ausgerufen, die 1977 von Machthaber Muammar al-Gaddafi unter Beibehaltung der Constitutional Proclamation von 1969 in die sogenannte Dschamahirija umgewandelt wurde. Das Staatsmodell wird in Muammar al-Gaddafis Grünem Buch beschrieben, welches sozialistische und islamische Theorien zum islamischen Sozialismus kombiniert, parlamentarische Demokratie sowie politische Parteien ablehnt und als Dritte Universaltheorie einen Weg zwischen Kapitalismus und Sozialismus anstrebt. Ein weiteres Element sind panarabische Ziele, um deren Durchsetzung sich Gaddafi in Form von Vereinigungen mit anderen arabischen Staaten von 1972 bis 1981 erfolglos bemühte.

## Struktur

### Regierungssystem
Muammar al-Gaddafi wurde seit 1969 als Anführer und Führer der Revolution bezeichnet und war offiziell bis 1979 Staatsoberhaupt, danach behielt er ohne politisches Amt seine Machtstellung. Bis zum Ausbruch des Bürgerkriegs 2011 konzentrierte sich die Macht auf Gaddafi und einen ihn umgebenden Personenkreis, der in informeller und wenig transparenter Weise die Geschicke des Landes bestimmte.
Als Exekutive fungierte das Allgemeine Volkskomitee unter Leitung des Generalsekretärs. Der Generalsekretär des Allgemeinen Volkskongresses ist de jure Staatsoberhaupt. Alle vier Jahre wählte die Mitgliedschaft der lokalen Volkskongresse per Akklamation sowohl ihre eigene Führung als auch die Sekretäre für die Volkskomitees. Die Leitung des örtlichen Volkskongresses repräsentierte die lokalen Kongresse am Volkskongress der nächsten Ebene und hatte ein imperatives Mandat. Die Mitglieder des nationalen Allgemeinen Volkskongresses wählten die Mitglieder des Nationalen Allgemeinen Volkskomitees (des Kabinetts) per Akklamation auf ihrem jährlichen Treffen.

### Legislative Gewalt
Der Allgemeine Volkskongress (Mu’tammar al-Sha’ab al ’Amm) war das Oberste Organ der Legislative. Es wurde von einem Generalsekretariat geleitet und bestand aus etwa 2700 mit einem imperativen Mandat ausgestatteten Beauftragten der Basis-Volkskongresse. Der Volkskongress war das legislative Forum, das mit dem Allgemeinen Volkskomitee, dessen Mitglieder Sekretäre der Ministerien waren, interagierte. Es diente als Mittler zwischen den Massen und der Führung sowie der Sekretariate der 468 (Stand März 2010) lokalen Basis-Volkskongresse. Gesetzesvorlagen mussten formal alle den basisdemokratischen Prozess durchlaufen, was sie schwerfällig machte, da die entsprechenden Kongresse nur einige Male pro Jahr tagten. Dies gab Hardlinern die Möglichkeit, Reformvorlagen endlos zu verzögern, indem sie diese immer wieder an die Basiskongresse zurückverwiesen. Das Programm dieses Prozesses gab Gaddafi in seiner Funktion als Revolutionsführer vor, ein Amt oder einen Sitz in der direktdemokratischen Struktur hatte er nicht. Leitlinien waren also seine programmatischen Reden und Werke.
Das Volkskongress-Sekretariat und die Kabinettssekretäre wurde durch den Generalsekretär des Allgemeinen Volkskongresses ernannt und durch den jährlichen Kongress bestätigt. Diese Kabinettsminister waren verantwortlich für den laufenden Betrieb ihrer Ministerien. Parteien waren nicht zugelassen.

### Rechtssystem
Das libysche Gerichtswesen bestand auf vier Ebenen: zusammenfassende Gerichte, die Bagatelldelikte ahndeten, die Gerichte erster Instanz, die schwerere Straftaten ahndeten, die Berufungsgerichte und der Oberste Gerichtshof, der die endgültige Berufungsinstanz war. Der Allgemeine Volkskongress ernannte Richter an den Obersten Gerichtshof. Spezielle „revolutionäre Gerichte“ und Militärgerichte arbeiteten außerhalb der Gerichtsbarkeit und versuchten, politische Straftaten und Verbrechen gegen den Staat zu ahnden.

### Revolutionskomitees
In der Realität überwachten und kontrollierten die 1977 ursprünglich zur Verankerung der Idee der Volksherrschaft gegründeten Revolutionskomitees die Linientreue der Lokalkomitees und Basisvolkskongresse strikt. In den 1980er Jahren fungierten die Revolutionskomitees zunehmend als repressives Sondertribunal und von den regulären Einheiten der Armee zu unterscheidende Schutztruppe zur Verfolgung von Regimegegnern und zur Manipulation der Justiz. Auch zu dieser Funktion wurden in den 1990er Jahren die bewaffneten Volksgarden geschaffen.

### Stammesstrukturen
Nach anfänglichen Konflikten integrierten sich die Stämme in das Herrschaftssystem Gaddafis. Dies wurde vor dem Hintergrund einer libyschen Rentenökonomie durch Verteilung von materiellen Vorteilen und Posten an die einflussreichen Stämme erreicht. Als Institution zu diesem Zweck wurden 1993 die Volksführerschaftskomitees gegründet, in denen die traditionellen Eliten und ein Teil der Rentenverteilung organisiert waren.

## Kritik
Unter anderem aufgrund des dualen Charakters von basisdemokratischen Institutionen auf der einen Seite und revolutionären, willkürlich agierenden Institutionen auf der anderen Seite wurden Legitimität und Rechtsstaatlichkeit des Systems in Zweifel gezogen. Eine SWP-Studie urteilte 2008, dass schwierig einzuschätzen sei, ob die Bevölkerung die Herrschaftsstrukturen so kritisch sehe wie der Westen. Eine öffentlich bekannte und selbst durch Gaddafi thematisierte Entwicklung war, dass die Partizipation in den Basiskongressen stetig abnahm. Ein brisantes, ebenfalls frei in der Gesellschaft diskutiertes Thema war die verbreitete Korruption; 2007 belegte Libyen beim Ranking von Transparency International Platz 131 von 179. Der Verdrossenheit versuchte das System mit Subventionen, zum Beispiel für Autofahrer oder Wohnungslose, und einer Öffnung und Liberalisierung des Marktes in den 2000er Jahren zunehmend zu begegnen.